# Stukenbrocker Appell
Der Stukenbrocker Appell von 1994 war eine entschädigungspolitische Initiative im Kontext der Anerkennung von NS-Zwangsarbeit. Verfasst wurde er am Rande der Tagung „Sowjetische Kriegsgefangene und Kriegsgefangenenlager im Deutschen Reich 1941–1945“ in der Dokumentationsstätte Stalag 326 im April 1994. Organisiert wurde die Tagung von dem Förderverein 326 Dokumentationsstätte Stalag 326 (VI K) Senne e.V., dem Arbeitskreis Blumen für Stukenbrock dem Gedenkstättenreferat und der Aktion Sühnezeichen Friedensdienste.

## Hintergrund
Opfer von NS-Zwangsarbeit und Kriegsgefangene aus der Sowjetunion galten lange nicht als entschädigungsberechtigt. Das 1953 verabschiedete Bundesentschädigungsgesetzt schloss größtenteils alle NS-Verfolgten außerhalb Deutschlands aus den Leistungen aus. „Im parallel abgeschlossenen Londoner Schuldenabkommen gelang es der Bundesrepublik, die Entschädigung von ausländischen Zwangsarbeiterinnen und Zwangsarbeitern rechtlich als „Reparationsansprüche“ zu definieren und damit auf die Verhandlungen um einen endgültigen Friedensvertrag zu verschieben. Vereinzelte Klagen von Überlebenden blieben erfolglos.“ Sowjetische Kriegsgefangene wurden bis 2015 nicht anerkannt.
Mit dem Zwei-Plus-Vier-Vertrag vom 12. September 1990 wurde auch noch einmal über die Reparationen von Kriegsfolgen verhandelt. Erst am 16. Dezember 1992, nach dem Zerfall der Sowjetunion, wurde mit einer gemeinsamen Erklärung zwischen dem deutschen Bundeskanzler Helmut Kohl und dem Präsidenten der Russischen Föderation Boris Jelzin eine humanitäre Anerkennungsleistung über 1 Milliarde DM für bestimmte Härtefälle (sic!) unter den NS-Verfolgten in Russland (und den GUS-Staaten) vereinbart. „Am 30. März 1993 tauschten die Regierungen der Bundesrepublik Deutschland, der Russischen Föderation, der Ukraine und von Belarus diplomatische Noten aus, in denen Details vereinbart wurden.“

## Der Appell
Der Appell wurde von der Studentin und späteren Osteuropahistorikerin Uta Gerlant, dem Psychologen und erinnerungskulturellen Basisarbeiter (Selbstbezeichnung) Lothar Eberhardt, sowie dem russischen Historiker Pavel Polian verfasst. Die fünfzig Historikerinnen und Historiker auf der Tagung waren die Erstunterzeichner.

## Arbeit am und mit dem Appell
Uta Gerlant und Lothar Eberhardt haben die Korrespondenz des Appells von 1994 bis 1997 über die Aktion Sühnezeichen Friedensdienste koordiniert. Regelmäßig wurde die Öffentlichkeit über den Fortgang des Appells informiert. Die Forderungen nach Transparenz und entsprechende Ansprechpartner konnte der Stukenbrocker Appell im Rahmen seiner Möglichkeiten einlösen. Forderungen, die sowjetischen Kriegsgefangenen mit zu den Antragsberechtigten aufzunehmen und die finanziellen Mittel aufzustocken, wurden nicht erfüllt. Die Debatte um Entschädigung der NS-Zwangsarbeit war mit der ersten Auszahlung in den frühen 1990er Jahren noch nicht beendet.

„Erst der juristische und politische Druck in den USA konnte die Blockade Ende der 1990er Jahre aufbrechen. 1998 einigten sich die Fraktionen des Bundestags darauf, eine Stiftung zur Entschädigung von Zwangsarbeit unter finanzieller Beteiligung der deutschen Wirtschaft einrichten zu wollen. Parallel dazu führten Sammelklagen und Boykottdrohungen in den USA zur Gründung der ‚Stiftungsinitiative der deutschen Wirtschaft‘, in der vor allem die exportorientierten Großunternehmen eine Beteiligung an einer humanitären Geste – ohne ein Schuldeingeständnis – anboten. Als Bedingung verlangten sie die Zusicherung von ‚Rechtssicherheit‘ für die Unternehmen vor weiteren Klagen in den USA.
Nach langwierigen internationalen Verhandlungen wurde am 12. August 2000 durch ein Bundesgesetz die Stiftung ‚Erinnerung, Verantwortung und Zukunft‘ (EVZ) gegründet. Deutsche Unternehmen beteiligten sich mit rund fünf Milliarden DM an dem 10-Mrd.-DM-Fonds zur Entschädigung der ehemaligen ZwangsarbeiterInnen und anderer NS-Opfer sowie zur Einrichtung eines speziellen Fonds ‚Erinnerung und Zukunft‘. Nach Feststellung der ‚Rechtssicherheit‘ durch den Bundestag am 30. Mai 2001 konnten die Auszahlungen beginnen.“

Uta Gerlant wurde später Mitarbeiterin "Stiftung „Erinnerung, Verantwortung und Zukunft“ (evz) und hat ihre Erfahrungen mit den Überlebenden und Länderstiftungen eingebracht. Sie ist Mitbegründerin von Memorial Deutschland. Lothar Eberhard hat über den Stukenbrocker Appell Kontakt zu Alfred Hausser bekommen und das Berliner Büro des „Interessengemeinschaft ehemaliger Zwangsarbeiter unter dem NS-Regime“ geführt.